# Jeanne Ferron
Pour les articles homonymes, voir Ferron.
 (février 2021).
Jeanne Ferron est une actrice et conteuse française née en 1952.

## Biographie
Jeanne Ferron fait des études de comédie au conservatoire de Tours, avec André Cellier. Elle y obtient un premier prix, décerné à l'unanimité, pour son interprétation du rôle de Marie Tudor, dans la pièce éponyme de Victor Hugo. Elle est également titulaire d'une licence de lettres modernes, d'une maîtrise de philosophie et d'un doctorat de troisième cycle en philosophie.
En 1990, elle entame une carrière de conteuse,. En 2007, elle débute à la télévision et au cinéma.
En 2015, elle joue pour la première fois au Festival de conte de Capbreton  une de ses créations autour de l’œuvre monumentale de Roméo et Juliette, vue par l’œil de la nourrice de Juliette. Ce conte a été écrit en résidence à la Maison de l’oralité à Capbreton, avec l’aide de Bernadette Onfroy.

## Filmographie

### Télévision
- 2007 : Boulevard du Palais (série télévisée), réalisée par Christian Bonnet.
- 2007 - 2008 : Avocats et Associés (série télévisée), saison 11, réalisée par Bruno Garcia.

### Cinéma
- 2007 : Entre adultes, réalisé par Stéphane Brizé, avec Vincent Dubois et Edith Meriau.
- 2008 : La Troisième Partie du monde, réalisé par Eric Forestier, avec Gaspard Ulliel, Clémence Poésy et Jean-Luc Bideau.
- 2008 : Coluche, l'histoire d'un mec de Antoine de Caunes.
- 2009 : Jusqu'à toi de Jennifer Devoldère .
- 2010 : Tout ce qui brille de Géraldine Nakache et Hervé Mimran, Mme Houploup[5].
- 2010 : Monsieur l'Abbé de Blandine Lenoir (court métrage).
- 2012 : Comme un chef de Daniel Cohen.
- 2014 : Zouzou de Blandine Lenoir.
- 2018 : Je ne suis pas un homme facile d'Éléonore Pourriat.
- 2022 : Annie colère de Blandine Lenoir[6].

## Spectacles

### Théâtre et spectacles de contes
- 1979 : L'Île des esclaves, mise en scène Nicolas Peskine.
- 1980 : Baladar.
- 1981 : La Chanson du mal-aimé.
- 1981 : Tartuffe, mise en scène J.-M. Florensa.
- 1982 : Le roi se meurt.
- 1983 : Anne de Bretagne, de Michel Liard.
- 1984 : Marianne attend le mariage, de Jean-Paul Wenzel.
- 1984 : La Visite de la vieille dame, mise en scène de Charles Joris.
- 1985 : Hydrixine ou la nuit zoologique, de Jeanne Ferron, mise en scène de Colette Daussy.
- 1986 : Ubu roi, mise en scène de Serge Noyelle.
- 1986 : Le Chemin de Damas, mise en scène de Hubert Jappelle.
- 1986 : Los Angeles, de Colette Daussy et Jeanne Ferron.
- 1987 : Le Roi David', mise en scène de Jean-Paul Salanne et Jacques Charpentier.
- 1990 : La Mare au diable, mise en scène de Bruno de La Salle.
- 1991 : Contes beaucerons et contes tziganes, de Jeanne Ferron.
- 1992 : L'Histoire de Macbeth, roi d'Écosse, adaptation de Jeanne Ferron.
- 1994 : Que grand tu as !, mise en scène de Bruno de La Salle.
- 1996 : Juliette et Roméo, adaptation de Jeanne Ferron.
- 1998 : Les Contes de la fille du boucher, de Jeanne Ferron.
- 1999 : Les Contes de ma mère laie, de Jeanne Ferron.
- 2001 : L'Ange du bizarre et le Chat noir, adaptation de Jeanne Ferron.
- 2004 - Quand passent les limaces..., de Jeanne Ferron.
- 2009 : Du rififi dans les labours.
- 2014 - 2015 : Oncle Vania d'Anton Tchekov, mise en scène Pierre Pradinas, Théâtre de l'Union, Théâtre du Jeu de Paume, tournée
- 2016 : L'histoire de Roméo et Juliette[7].
- 2020 : reprise aux Contes d'hiver au Mandapa[4]

### Lectures
- 1998 : Cendrillon manouche, de Jeanne Ferron et Michèle Guillet.
- 2003 : Les Petites Folies de Jeanne, de Jeanne Ferron.
- 2005 : Le Mouton à réaction, de Jeanne Ferron.
- 2007 : La Pianiste, d'Elfriede Jelinek.
- 2008 : La Douce Empoisonneuse, d'Arto Paasilinna .
- 2008-2009 : Être sans destin né, d'Istvan Kertesz.
- 2008-2009 : La Taverne Münchhausen, mise en scène de G. Aduh.

### Cirque
- 2005 : Eve Ribody et Tartuffemania, de Jeanne Ferron (clown).